# سیل‌بند ناهوک
سیل بند ناهوک مربوط به سده‌های اولیه دوران‌های تاریخی پس از اسلام است و در شهرستان سراوان، بخش جالق، دهستان ناهوک، ۲ کیلومتری شمال غربی روستای ناهوک واقع شده و این اثر در تاریخ ۱۳ آبان ۱۳۸۶ با شمارهٔ ثبت ۱۹۷۶۴ به‌عنوان یکی از آثار ملی ایران به ثبت رسیده است.